# انتخابات الرئاسة الأيرلندية 1938
انتخابات الرئاسة الأيرلندية 1938 هي الانتخابات الرئاسية التي جرت في 1938، في جمهورية أيرلندا، لانتخاب رئيس أيرلندا، فاز بالانتخابات دوغلاس هايد.